# Arsenalsgatan, Göteborg
Arsenalsgatan är en gata i kvarter 41, Arsenalen i stadsdelen Inom Vallgraven i centrala Göteborg. Den är cirka 185 meter lång, och sträcker sig från Hvitfeldtsgatan till Kungshöjdsgatan.
Gatan fick sitt namn 1904, efter det tyghus (Arsenal) som låg här på Kungshöjd från 1850-talet till i början av 1900-talet, då det revs för att lämna plats åt ett kvarter med bostadshus.